# Politické ústředí
Die Organisation Politické ústředí, deutsch Politische Zentrale, abgekürzt PÚ, war eine nicht kommunistisch orientierte tschechische Widerstandsgruppe, die gegen die nationalsozialistische Besetzung der Tschechoslowakei während der Zeit des Protektorats kämpfte. Sie war aktiv in der Zeit von 1939 bis 1940. Ab 1940 war sie eine der drei Bestandteile der Dachorganisation ÚVOD.

## Geschichte und Tätigkeit
Die Organisation, die sich im Frühjahr 1939 zu formieren begann, bestand aus Vertretern aller politischen Koalitionsparteien der Vorkriegstschechoslowakei mit Ausnahme der Kommunisten. Ursprünglich beabsichtigte man, sie als einen Dachverband des Widerstandes aufzubauen, weshalb es keine besonders verzweigte Struktur gab und die Gruppe lediglich an die 90 Personen vereinte. Die Gruppe hielt einen engen Kontakt zu dem sich formierenden Widerstand im Ausland, insbesondere zu der Exilregierung von Edvard Beneš in London, mit Hilfe von Kurieren und mit Funksendern. Kontakte bestanden auch zu einigen Mitgliedern der Protektoratsregierung, insbesondere zum Ministerpräsidenten General Alois Eliáš.
Das Ziel der Gruppe war die Wiederherstellung der staatlichen Souveränität und der demokratischen parlamentarischen Ordnung in der Tschechoslowakei. Die Gruppe konzentrierte sich auf Weitergabe wichtiger nachrichtendienstlicher Inhalte, sie organisierte Fluchtwege ins Ausland, gab illegale Schriftstücke aus, beteiligte sich auf Vorbereitung von Demonstrationen usw. Ab Ende 1939 kam es zu mehreren Verhaftungen durch die Gestapo, was die Organisation stark geschwächt hatte. Einige Aktivisten konnten ins Ausland fliehen, der Rest beteiligte sich an der Widerstandsarbeit im Rahmen der Gruppe ÚVOD, an deren Gründung Anfang 1940 und Aufbau zu einer Dachorganisation des Widerstandes sie beteiligt waren.

## Leitung der Gruppe
Die Führung von Politické ústředí bestand aus Přemysl Šámal und Vladimír Klecanda, zu weiteren führenden Persönlichkeiten gehörten Ladislav Rašín, Jaromír Nečas, Ferdinand Richter, František Hála, Ladislav Karel Feierabend, Prokop Drtina, Vlastimil Klíma und General Bedřich Neumann (der den Armeewiderstand repräsentierte), in ÚVOD war die Gruppe vertreten durch Antonín Pešl, Václav Holý und Vladimír Krajina.